# Сухенко Віктор Миколайович
Віктор Миколайович Сухенко (20 січня 1960, Полошки) — радянський та український футболіст, який грав на позиції півзахисника. Найбільш відомий за виступами у складі тернопільської «Ниви», за яку зіграв понад 380 матчів у першостях України та СРСР.

## Клубна кар'єра
Віктор Сухенко народився в селі Полошки, а розпочав займатися футболом у ДЮСШ міста Калуш. У 1977 році він дебютував у складі команди першої ліги «Спартак» з Івано-Франківська, у складі якого зіграв 6 матчів у першій лізі, та вже наступного року став гравцем армійської команди СКА зі Львова. Уже в 1979 році Сухенко у складі львівських армійців став бронзовим призером чемпіонату УРСР серед команд другої ліги, цей успіх він повторив і наступного року. У 1982 року після розформування львівських «Карпат» армійська львівська команда розпочала виступи в першій лізі під назвою «СКА Карпати», щоправда Сухенко зіграв у її складі в першій лізі лише 1 матч.
У 1983 році Віктор Сухенко став гравцем команди другої ліги «Нива» з Бережан, яка з 1985 року грала в Тернополі. У складі команди Сухенко відразу ж став одним із основних гравців середньої лінії команди. У складі «Ниви» футболіст грав до 1991 року, провів у її складі 367 матчів у другій лізі та 11 матчів у Кубку СРСР. у 1987 році Сухенко у складі тернопільської команди став срібним призером чемпіонату УРСР серед команд другої ліги.
У кінці 1991 року Віктор Сухенко стає гравцем польської нижчолігової команди «Окоцімскі», а в середині 1992 року повертається до тернопільської «Ниви», за яку зіграв до кінця року 4 матчі у вищій українській лізі. На початку 1993 року Сухенко стає гравцем нижчолігового польського клубу «Кросно», а в другій половині 1993 року грає у складі української аматорської команди «Зоря» (Хоростків) та команди російської першої ліги «Сахалін». На початку 1994 футболіст знову грав у польському клубі «Окоцімскі», а пізніше знову став гравцем хоростківської «Зорі». У цьому ж році Сухенко став гравцем першолігового клубу «Кристал» із Чорткова. Наступного року футболіст переходить до складу аматорської команди «Нива» з Теребовлі, а в 1997 році завершує виступи на футбольних полях.

## Досягнення
- Срібний призер Чемпіонату УРСР з футболу 1987, що проводився у рамках турніру в шостій зоні другої ліги СРСР.
- Бронзовий призер Чемпіонату УРСР з футболу 1979, що проводився у рамках турніру в шостій зоні другої ліги СРСР.
- Бронзовий призер Чемпіонату УРСР з футболу 1980, що проводився у рамках турніру в шостій зоні другої ліги СРСР.